# 拉科塔共和国

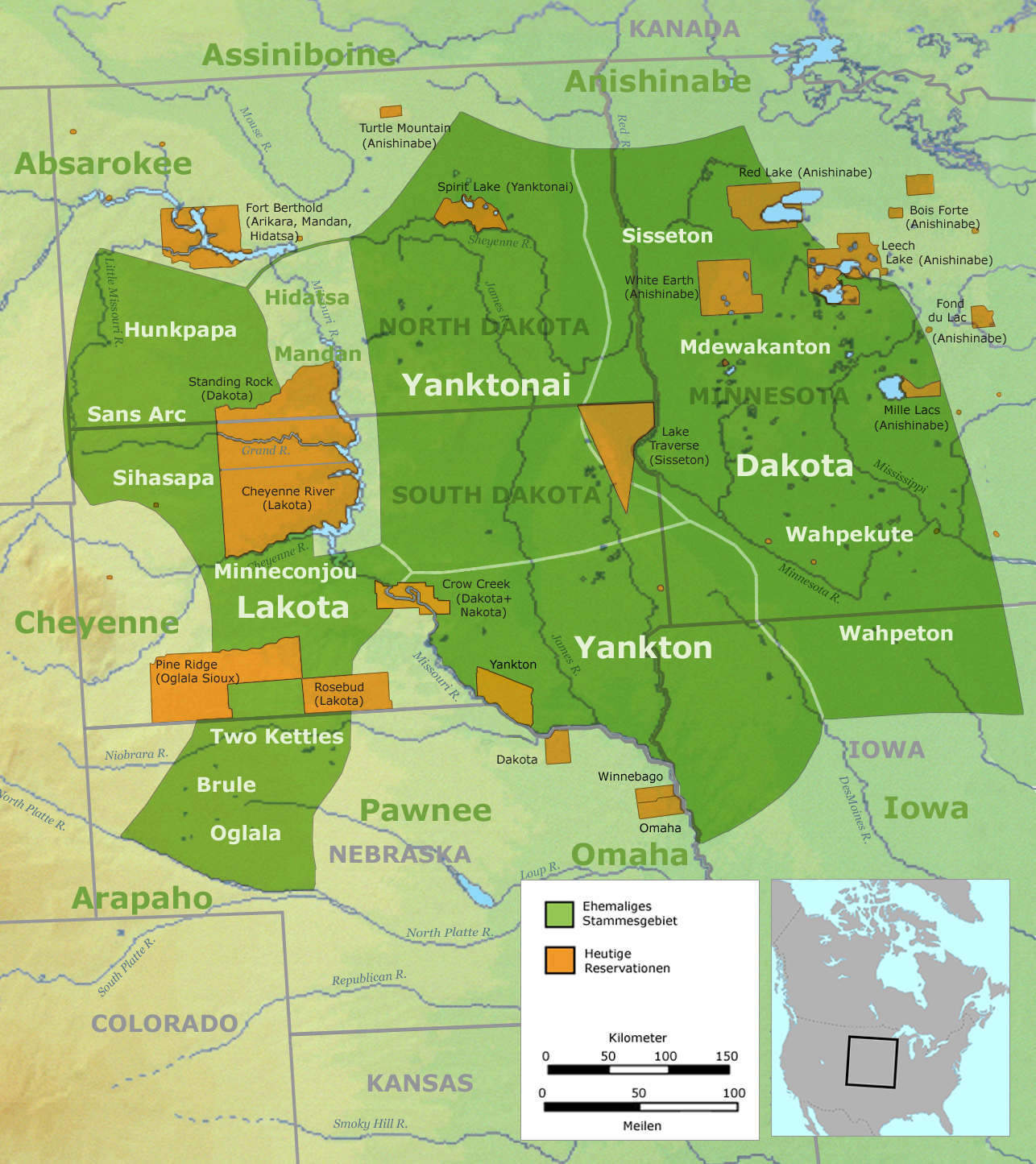
传统的苏族人地区（墨绿色），目前的保留地（橙色）

拉科塔共和国（英語：Republic of Lakotah）北美地区的原住民拉科塔人提议建立的国家。該提議由美洲原住民活動家拉塞尔·米恩斯于2007年提出。其所宣称的领土范围包括美国的北达科他州、南达科他州、内布拉斯加州、怀俄明州和蒙大拿州。拉科塔共和国的边界被美国包围，假定的边界来自于美国政府和拉科塔之间的拉勒米堡条约 (1851年)。该国“领土”既包括部分美国印第安保留地，也包括一部分非保留地。截至2017年10月1日，尚无现存的拉科塔部落支持该项主张，该主张的提出也没有征求这些部落的意见。